# Ron Steens
Ron Steens (Róterdam, Países Bajos, 18 de junio de 1952-30 de septiembre de 2024) fue un jugador de hockey sobre hierba neerlandés que jugó en la posición de mediocampista. Era el hermano del también jugador de hockey sobre hierba Tim Steens.

## Carrera
Jugó toda su carrera con el HC Klein Zwitserland de 1973 a 1985, equipo con el que anotó 43 goles en 166 partidos, fue campeón nacional en ocho ocasiones, dos veces campeón europeo y una vez campeón en pista cubierta.

### Selección nacional
Jugó para Países Bajos de 1976 a 1984, participó en dos ediciones de los Juegos Olímpicos, la primera de ellas fue en Montreal 1976 donde terminó en cuarto lugar; y la segunda en Los Ángeles 1984 donde terminó en sexto lugar.
También participó en la Copa Mundial de Hockey Masculino de 1978 celebrada en Argentina donde fue subcampeón luego de perder la final ante Pakistán.

## Logros
- Hoofdklasse Hockey (8): 1976–77, 1977–78, 1978–79, 1979–80, 1980–81, 1981–82, 1982–83, 1983–84
- EuroHockey Club Champions Cup (2): 1979, 1981
- Hoofdklasse Indoor (1): 1982-83